# Selección de fútbol sub-23 de Marruecos
La selección de fútbol sub-23 de Marruecos, más conocida como la selección olímpica de Marruecos, es controlada por la Real Federación Marroquí de Fútbol. Es el equipo que representa al país en Fútbol en los Juegos Olímpicos, competición organizada por el Comité Olímpico Internacional (COI), y en la Copa Africana de Naciones Sub-23.

## Estadísticas

### Juegos Olímpicos
| Récord                               | Récord            | Récord       | Récord       | Récord       | Récord       | Récord       | Récord       | Récord       |
| Año                                  | Ronda             | Pos.         | J            | G            | E            | P            | GF           | GC           |
| ------------------------------------ | ----------------- | ------------ | ------------ | ------------ | ------------ | ------------ | ------------ | ------------ |
| Antes de 1992, véase Selección Mayor |                   |              |              |              |              |              |              |              |
| 1992                                 | Fase de grupos    | 15.º         | 3            | 0            | 1            | 2            | 2            | 8            |
| 1996                                 | No clasificó      | No clasificó | No clasificó | No clasificó | No clasificó | No clasificó | No clasificó | No clasificó |
| 2000                                 | Fase de grupos    | 16.º         | 3            | 0            | 0            | 3            | 1            | 7            |
| 2004                                 | Fase de grupos    | 11.º         | 3            | 1            | 1            | 1            | 3            | 3            |
| 2008                                 | No clasificó      | No clasificó | No clasificó | No clasificó | No clasificó | No clasificó | No clasificó | No clasificó |
| 2012                                 | Fase de grupos    | 11.º         | 3            | 0            | 2            | 1            | 2            | 3            |
| 2016                                 | No clasificó      | No clasificó | No clasificó | No clasificó | No clasificó | No clasificó | No clasificó | No clasificó |
| 2020                                 | No clasificó      | No clasificó | No clasificó | No clasificó | No clasificó | No clasificó | No clasificó | No clasificó |
| 2024                                 | Medalla de Bronce | 3.º          | 6            | 4            | 0            | 2            | 17           | 4            |
| Total                                | 5/9               |              | 18           | 5            | 4            | 9            | 25           | 25           |

### Copa Africana de Naciones Sub-23
| Récord | Récord       | Récord       | Récord       | Récord       | Récord       | Récord       | Récord       | Récord       |
| Año    | Ronda        | Pos.         | J            | G            | E            | P            | GF           | GC           |
| ------ | ------------ | ------------ | ------------ | ------------ | ------------ | ------------ | ------------ | ------------ |
| 2011   | Finalista    | 2            | 5            | 3            | 0            | 2            | 6            | 5            |
| 2015   | No clasificó | No clasificó | No clasificó | No clasificó | No clasificó | No clasificó | No clasificó | No clasificó |
| 2019   | No clasificó | No clasificó | No clasificó | No clasificó | No clasificó | No clasificó | No clasificó | No clasificó |
| 2023   | Campeón      | 1            | 5            | 4            | 1            | 0            | 12           | 5            |
| Total  | 2/4          | –            | 10           | 7            | 1            | 2            | 18           | 10           |